# Антропов Костянтин Григорович
Антро́пов Костянти́н Григо́рович (11 жовтня 1950, село Соколовка, Сарапульський район) — російський автогонщик, майстер спорту СРСР міжнародного класу (1980).
Переможець міжнародних змагань з автораллі «Російська зима» в 1978 році, виграв Кубок Дружби соціалістичних країн в 1979 році. Став восьмикратним чемпіоном РРФСР з 1976 по 1984 роки, був призером чемпіонату СРСР в 1977 та 1983 роках.
В 1983 році закінчив Державний центральний інститут фізичної культури, з 1984 року працював інженером-випробувачем автомобілів на АТ «ІжМаш».